# ミスカーミー
ミスカーミー（Miss Carmie、1966年2月21日 - 1988年5月23日）はアメリカ合衆国の競走馬、繁殖牝馬。クリスエヴァートを出すなど繁殖牝馬として成功した。

## 経歴
競走馬としては11戦して3勝をあげ、ステークス競走は1968年11月23日にラトニア競馬場で行われたクリプセッタステークスを鞍上G.ブローガンで優勝している。
引退後はエコーバレーホースファームで繁殖牝馬となった。繁殖牝馬としてはクリスエヴァートがトリプルティアラを制したほか、オールレインボーズがステークス優勝馬となっている。ミスカーミーの孫やそれ以降の世代になっても活躍馬が出ており、その牝系は名牝系のひとつとして認知され、ミスカーミー系とも呼ばれている。代表的なミスカーミー系の競走馬は、アメリカではチーフズクラウンやウイニングカラーズ、ヨーロッパではスペシャルデューティー、日本ではタップダンスシチーやディープスカイである。

## ファミリーライン
牝系図の主要な部分（G1競走優勝馬、日本の重賞馬、その他個別記事のある馬）は以下の通り。*は日本に輸入された馬。
牝系図の出典：galopp-sieger、牝系検索α
- Miss Carmie 1966
  - Chris Evert 1971（エイコーンS、マザーグースS、CCAオークス）---クリスエヴァート系へ
  - Carmelize 1972
    - Carmelized 1990
      - *アビ 199
        - ディープスカイ 2005 牡（NHKマイルC、東京優駿など重賞4勝）

  - All Rainbows 1973
    - All Dance 1978
      - *タップダンスシチー 1997 牡（ジャパンC、宝塚記念など重賞7勝）

    - Winning Colors 1985（ケンタッキーダービー、サンタアニタダービー、サンタアニタオークス）
      - *ミンデンローズ 1992
        - *ドラマチックローズ 1998
          - ワイルドイマージュ 2006
            - スーパーステション 2014 牡（ダービーグランプリなど地方重賞13勝）

      - *ゴールデンカラーズ 1993
        - チアフルスマイル 2000（キーンランドC）

      - *ストーミンウイニー1995
        - ウイニフレッド 2009
          - セブンカラーズ 2020（東海ダービーなど地方重賞7勝）

      - Silver Colors 2007
        - *エスキモーキセス 2015（アラバマS）

    - Forever Rainbows 1995 
      - Tiz A Rainbow 2004
        - Tiger Feet 2014 牡（サンマルティン将軍大賞）

  - Social Column 1976
    - Liaison 1985
      - Lavish Gift 1994
        - Maltese Dianne 2000
          - *トップオブドーラ 2004
            - マルターズディオサ 2017（チューリップ賞、紫苑S）

  - Charmie Carmie 1979
    - Sundae Girl 1996
      - High Heel Sneakers 2003
        - Sweet Lady 2018（ヴェルメイユ賞）

  - *アンスチュアート 1980
    - Secret Obsession 1986
      - Obsessive 1993
        - Excellent Art 200 牡（セントジェームズパレスS）

    - トランシーフレーズ 1998
      - トーキングドラム 2010 牡（阪急杯）

  - Missed The Wedding 1985
    - Rumors Are Flying 1996
      - No Use Denying 2005
        - Perfect Alibi 2017（スピナウェイS）

      - *グレイトタイミング 2010
        - ライトオンキュー 2015 牡（京阪杯）

## 血統表
| ミスカーミー (Miss Carmie)の血統（ナスルーラ系 / Bull Dog (Sir Gallahad) 4×4･5=15.63%、Hyperion 4×5=9.38%、Blenheim 4×5=9.38%、Swynford 5×5=6.25%（父内）） | ミスカーミー (Miss Carmie)の血統（ナスルーラ系 / Bull Dog (Sir Gallahad) 4×4･5=15.63%、Hyperion 4×5=9.38%、Blenheim 4×5=9.38%、Swynford 5×5=6.25%（父内）） | ミスカーミー (Miss Carmie)の血統（ナスルーラ系 / Bull Dog (Sir Gallahad) 4×4･5=15.63%、Hyperion 4×5=9.38%、Blenheim 4×5=9.38%、Swynford 5×5=6.25%（父内）） | （血統表の出典）    | （血統表の出典） |
| 父 T.V. Lark 1957 鹿毛 | 父の父Indian Hemp 1949 栗毛 | Nasrullah | Nearco              | Nearco           |
| 父 T.V. Lark 1957 鹿毛 | 父の父Indian Hemp 1949 栗毛 | Nasrullah | Mumrtaz Begum       |                  |
| 父 T.V. Lark 1957 鹿毛 | 父の父Indian Hemp 1949 栗毛 | Sabzy | Stardust            | Stardust         |
| 父 T.V. Lark 1957 鹿毛 | 父の父Indian Hemp 1949 栗毛 | Sabzy | Sarita              |                  |
| 父 T.V. Lark 1957 鹿毛 | 父の母Miss Larksfly 1948 黒鹿毛 | Heelely | Royal Ford          | Royal Ford       |
| 父 T.V. Lark 1957 鹿毛 | 父の母Miss Larksfly 1948 黒鹿毛 | Heelely | Canfli              |                  |
| 父 T.V. Lark 1957 鹿毛 | 父の母Miss Larksfly 1948 黒鹿毛 | Larksnest | Bull Dog            | Bull Dog         |
| 父 T.V. Lark 1957 鹿毛 | 父の母Miss Larksfly 1948 黒鹿毛 | Larksnest | Light Lark          |                  |
| 母 Twice Over 1956 黒鹿毛 | 母の父Ponder 1946 黒鹿毛 | Pensive | Hyperion            | Hyperion         |
| 母 Twice Over 1956 黒鹿毛 | 母の父Ponder 1946 黒鹿毛 | Pensive | Penicuik            |                  |
| 母 Twice Over 1956 黒鹿毛 | 母の父Ponder 1946 黒鹿毛 | Miss Rushin | Blenheim            | Blenheim         |
| 母 Twice Over 1956 黒鹿毛 | 母の父Ponder 1946 黒鹿毛 | Miss Rushin | Lady Erne           |                  |
| 母 Twice Over 1956 黒鹿毛 | 母の母Twosy 1942 鹿毛 | Bull Lea | Bull Dog            | Bull Dog         |
| 母 Twice Over 1956 黒鹿毛 | 母の母Twosy 1942 鹿毛 | Bull Lea | Rose Leaves         |                  |
| 母 Twice Over 1956 黒鹿毛 | 母の母Twosy 1942 鹿毛 | Two Bob | The Porter          | The Porter       |
| 母 Twice Over 1956 黒鹿毛 | 母の母Twosy 1942 鹿毛 | Two Bob | Blessings F-No.23-b |                  |